# Bouvardia tenuifolia
Bouvardia tenuifolia är en måreväxtart som beskrevs av Paul Carpenter Standley. Bouvardia tenuifolia ingår i släktet Bouvardia och familjen måreväxter. Inga underarter finns listade i Catalogue of Life.